# 文字大樓

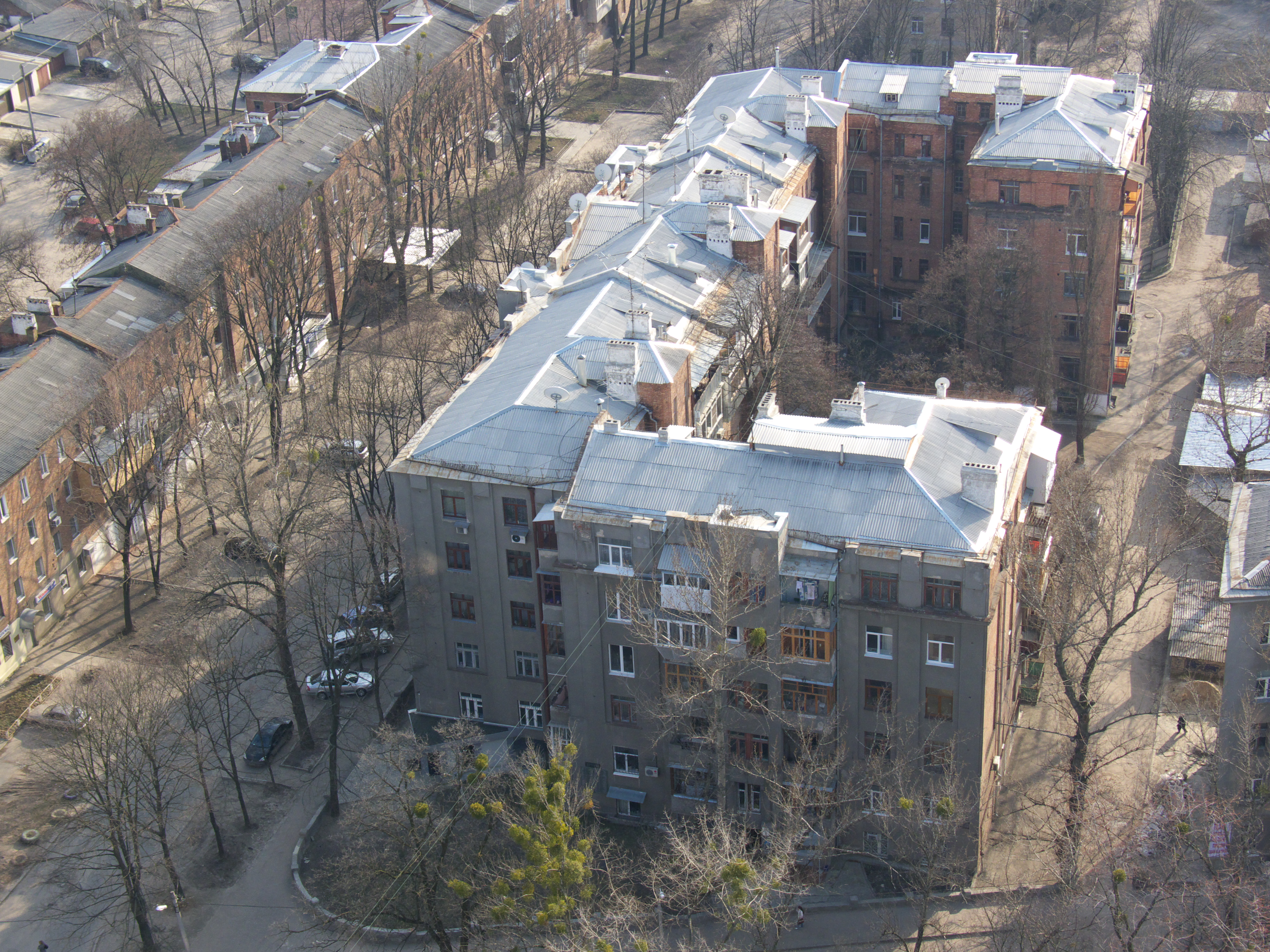
文字大樓，攝於2008年

文字大樓（羅馬化：Budynok "Slovo"）是烏克蘭哈爾科夫舍甫琴科区的一棟住宅大樓，於1920年代晚期為當時文壇活躍的作家所建，其外形狀似字母，表示烏克蘭語的「文字」（слово）。此大樓內包含66個公寓單位，居住其中的許多作家為被處決的文藝復興時期的代表人物，在1930年代初期被蘇聯政府處決。

## 建造
哈爾科夫在1919年至1934年間為烏克蘭蘇維埃社會主義共和國的首都，為當時烏克蘭的經濟中心，帶動人口大量成長，從1920年的28萬5000人增至1927年的42萬3000人，造成房屋短缺的問題。許多響應政府烏克蘭化政策來到哈爾科夫的作家無法負擔高房價而被迫住在辦公室或臨時搭建的房屋中，甚至得將手稿貯存在罐中以免被老鼠啃咬。
1920年代中葉，作家奥斯塔普·维什尼亚（文學會犁的成員）請求蘇聯政府為烏克蘭知識份子建造公寓大樓，政府為便於監控他們而迅速同意，1927年建築師Mytrophan Dashkevych設計了大樓，將其外形設計成西里爾字母「C」的形狀，為烏克蘭語「文字」（слово）的第一個字母，並將大樓命名為「文字大樓」（Слово）。大樓建造過程中一度資金短缺，维什尼亚於1929年2月前往莫斯科請求約瑟夫·史達林提供資金資源，後者當日即決定撥款（附加條件為住戶需於15年內還款），同年12月25日文字大樓竣工。
文字大樓以戰間期蘇聯的標準而言為相對豪華的大樓，以當時較高級的建築材料打造，大樓高五層，共有66個公寓單位，每個單位包含3至5個房間、浴室與電話，有些藝術家還有專屬的工作室 。大樓樓頂有日光房與衛浴，地下室則設有學前班。1929年底大樓完工後即有住客入住，但中央供暖系統在1930年新年後才完工；第二次世界大戰後大樓裝設了電梯，僅能通往底樓與五樓。

## 迫害

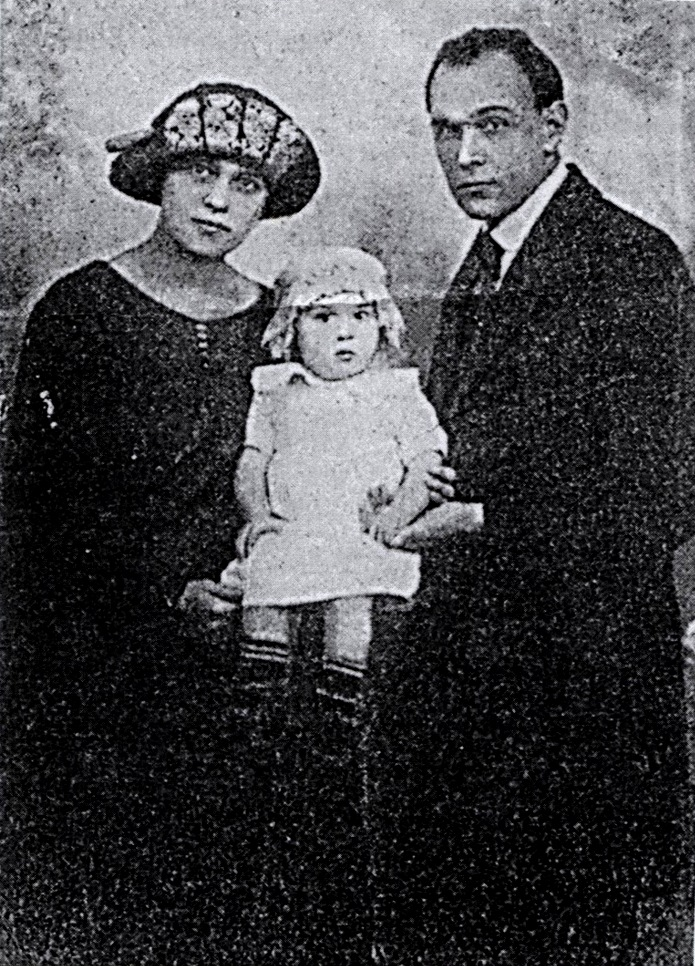
克里姆·波兰楚克、哈琳娜·姆內夫斯卡與他們的女兒列霞

文字大樓內住客的電話皆被監聽，有些人則被鄰居舉報，1930年代初大樓內許多人士被蘇聯政府逮捕殺害，1931年1月20日哈琳娜·姆內夫斯卡因拒絕譴責被捕的丈夫克利姆·波利修克而被逮捕，為樓內第一個被捕的人，後來她被判處5年有期徒刑，且終生禁止回到烏克蘭；同年3月2日歷史學家與政治運動者帕夫洛·赫里斯秋克被捕，3月16日作家伊凡·巴里安尼也因「參與反革命宣傳」被捕。
1933年有大量文字大樓內的住客被逮捕，5月12日作家米哈伊洛·雅洛维被捕，後來於1937年被處決；雅洛维被捕的翌日，米科拉·赫维廖维、米克拉·庫里什與奧里斯·多斯維特尼一起討論了應對方案，期間赫维廖维回到自己的房間絕望地舉槍自盡；列斯·庫爾巴斯、米克拉·庫里什與格列哥里·埃皮克被捕後均於1937年在俄羅斯西北部的桑達莫克被處決，奥斯塔普·维什尼亚則因生病而未被處決，而是被送入勞改營關押十年。總計文字大樓的66戶住戶中，有40人在大清洗中受難，其中33人被處決、5人被長期關押、1人自殺、1人死因不明，他們大多被控為間諜、恐怖份子或陰謀推翻國家政權者 。除遭受逮捕與處決的威脅外，當時大樓內的住客也深受烏克蘭大饑荒之害。
1934年，烏克蘭蘇維埃社會主義共和國從哈爾科夫遷至基輔，文字大樓中倖存的作家也搬至基輔的RoLit大樓中，1941年納粹德國轟炸基輔時，有人挖苦地說「若有一顆炸彈掉在RoLit大樓，烏克蘭文學便蕩然無存了」。

## 紀念

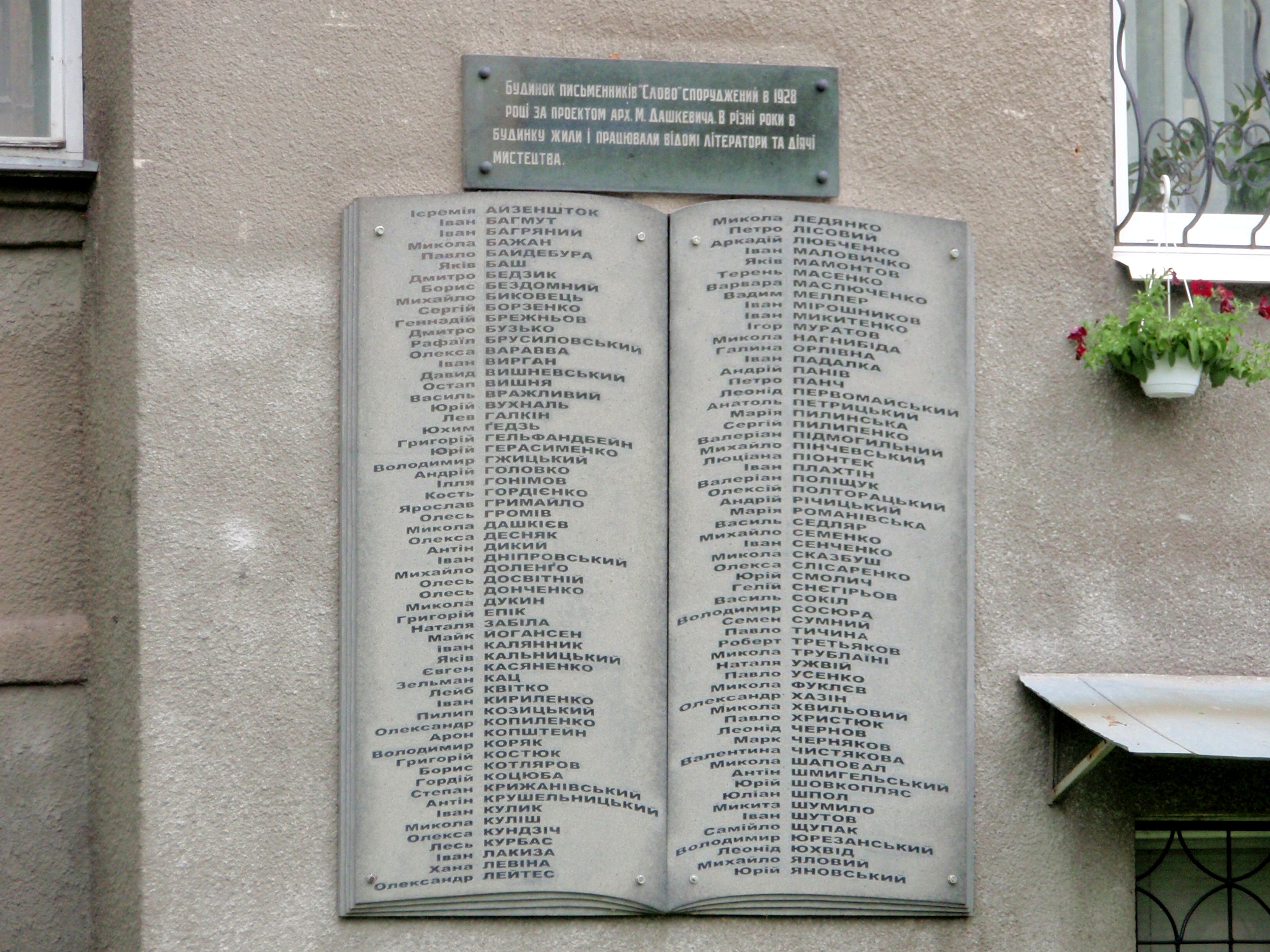
文字大樓上寫有住客名單的紀念牌匾

2003年8月24日，文字大樓上新設了寫有過去著名住客名單的牌匾，以取代原有已失竊的牌匾；2019年8月21日，文字大樓被列入烏克蘭國家不可移動地標登記冊。
2017年3月，烏克蘭發起名為ProSlovo的計畫，將關於文字大樓即居於其中名人的資訊、圖片彙整至一互動式網站中，以英語與烏克蘭語介紹大樓的今昔，展示各公寓單位的影像、住客肖像與回憶錄等；同年還有關於文字大樓的紀錄片發行。

## 外部連結
- Pro Slovo （页面存档备份，存于）.
- Salimonovych, L. Unread "Slovo" (Непрочитане «Слово»). Ukrayina Moloda. 2005-08-12

50°00′42″N 36°14′03″E / 50.01167°N 36.23417°E